# Anolis unilobatus
Anolis unilobatus es una especie de lagarto que pertenece a la familia Dactyloidae. Es nativo de Chiapas (México), Guatemala, Honduras, Nicaragua y Costa Rica. Su rango altitudinal oscila entre 0 y 1200 m s. n. m..